# تفوق جوي
التفوق الجوي هي درجة من التفوق الجوي حيث يتحكم جانب بشكل كامل في الحرب الجوية والقوة الجوية على القوات المعارضة. يهدف التفوق الجوي إلى تحقيق الهيمنة الكاملة للقوات الجوية على القوات الجوية للعدو. السيطرة الجوية هو المكافئ لسيادة البحرية.
أصبحت القوة الجوية بشكل متزايد عنصرا قويا في الحملات العسكرية؛ ينظر المخططون العسكريون إلى وجود بيئة تتميز بالتفوق الجوي على الأقل كضرورة. يسمح التفوق الجوي بزيادة القصف والدعم الجوي التكتيكي للقوات البرية والإنزال المظلي والإنزال الجوي وطائرات الشحن، والتي تحرك القوات البرية والإمدادات. تدل القوة الجوية على درجة التفوق الجوي وأعداد أو أنواع الطائرات. فقدت قوات حلف شمال الأطلسي التفوق الجوي على كوسوفو بطائرات الشبح التي «عفا عليها الزمن»  لصالح ظام الدفاع الجوي الصربي، واعتبرت طائرات أنتونوف أن-2 البدائية (أقل وضوحا للرادار من الطائرات المعدنية) أمتلكت للقوات الجوية الشعبية الكورية في كوريا الشمالية قدرات خطيرة لفترة من الوقت.
درجة التحكم الجوي للقوة هي لعبة محصلتها صفر مع خصمها؛ زيادة التحكم الجوي من جانب واحد يصاحبه انخفاض السيطرة من الجانب الآخر. يمكن أن تسعى القوات الجوية غير القادرة على المنافسة للحصول على التفوق الجوي أو التكافؤ الجوي إلى الحرمان الجوي، كي تحافظ على مستوى عمليات يوافق على التفوق الجوي للجانب الآخر، ولكن يمنعه من تحقيق تفوق جوي كامل.
| قوات صديقة            | القوى المعارضة        |
| --------------------- | --------------------- |
| التفوق الجوي          | عدم القدرة على التفوق |
| السيطرة الجوية        | حرمان جوي             |
| تكافؤ جوي             | تكافؤ جوي             |
| حرمان جوي             | السيطرة الجوية        |
| عدم القدرة على التفوق | التفوق الجوي          |

## مستويات
- التفوق الجوي هو أعلى مستوى، حيث يفرض الجانب الأخر سيطرته بشكل كامل على السماء. يعرّفه حلف الناتو ووزارة الدفاع الأمريكية بأنه «درجة التفوق الجوي حيث تكون القوة الجوية المنافسة غير قادرة على التدخل الفعال».[2][3][4]
- السيطرة الجوية أو سيطرة جوية محدودة هو المستوى الثاني، حيث يكون جانب في وضع أفضل من الجانب الآخر. تم تعريفه في مسرد الناتو على أنه «درجة الهيمنة في [معركة جوية] ... تسمح بإجراء العمليات من جانب واحد [والقوات البرية والبحرية والجوية ذات الصلة في وقت ومكان معينين دون الخوف من تدخل القوات الجوية الأخرى.»
- التكافؤ الجوي هو أدنى مستوى من السيطرة، حيث يسيطر جانب على السماء فقط فوق مواقع القوات الصديقة.

## الحرب العالمية الأولى
خلال الحرب العالمية الأولى، تغير التفوق الجوي على الجبهة الغربية بين الألمان والحلفاء عدة مرات. شملت فترات التفوق الجوي الألماني Fokker Scourge في أواخر عام 1915 إلى أوائل عام 1916، وفي أبريل الدامي (أبريل 1917).
أسست Corpo Aeronautico Militare الإيطالية تفوقها الجوي على قوات الطيران الملكية الإمبراطورية النمساوية الهنغارية في معركة فيتوريو فينيتو (أواخر أكتوبر 1918). الهزيمة التي لحقت بالنمسا والمجر في المعركة تسببت في تفكك الإمبراطورية.

## الحرب العالمية الثانية

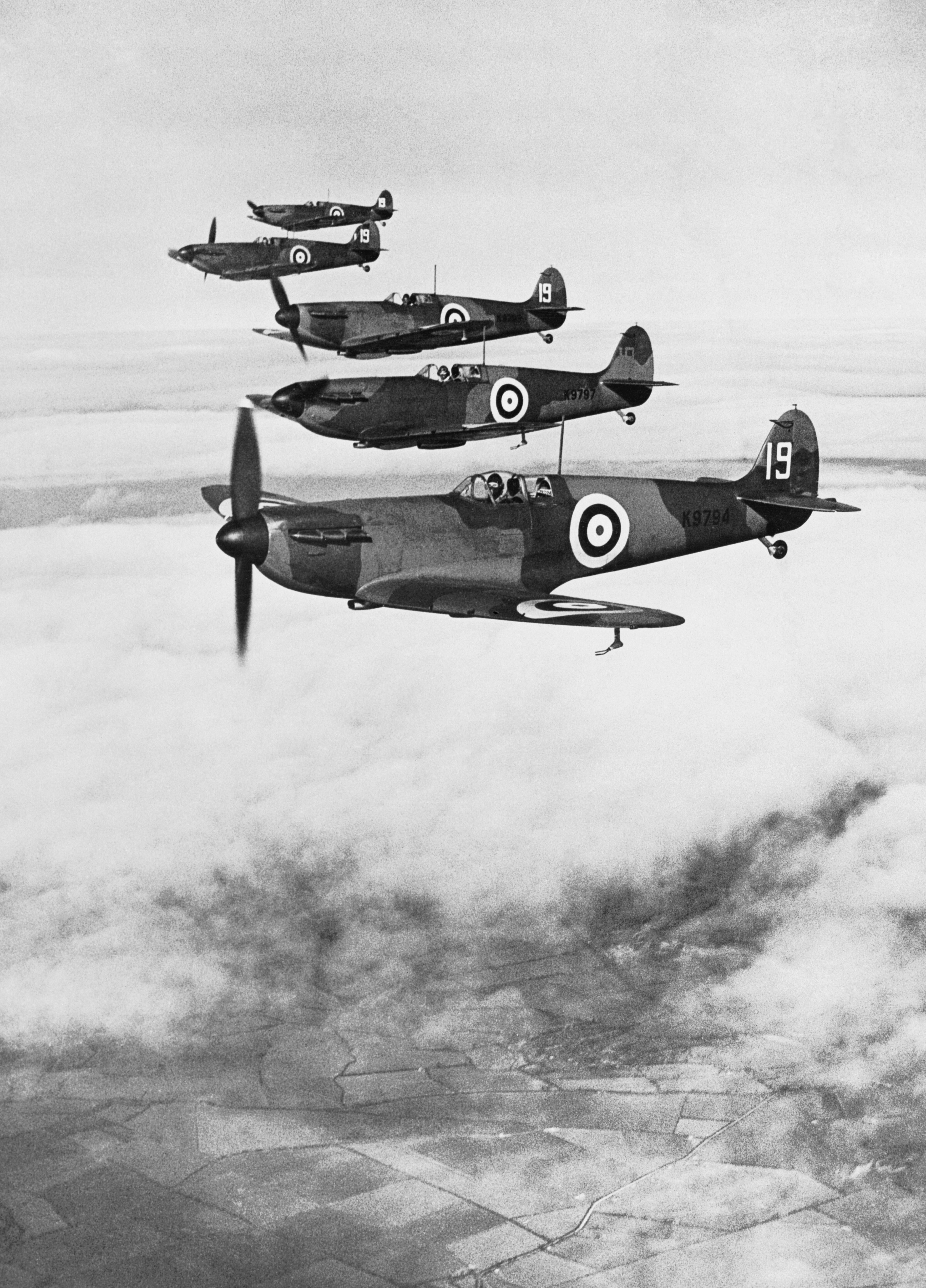
سلاح الجو الملكي طائرات سوبرمارين سبتفاير قبل معركة بريطانيا

في بداية الحرب العالمية الثانية، كان هناك وجهات نظر مختلفة حول أهمية القوة الجوية. رأى أدولف هتلر أنها أداة مفيدة لدعم الجيش الألماني، في نهج يطلق عليه «مدفعية الطيران». رأى الحلفاء في ذلك، وبالتحديد القصف الاستراتيجي بعيد المدى، على أنه الجزء الأكثر أهمية من الحرب حيث اعتقدوا أنها قادرة على شل المراكز الصناعية في ألمانيا.
بعد معركة فرنسا، حقق سلاح الجو الألماني (لوفتفافه) التفوق الجوي على أوروبا الغربية. تمثل معركة بريطانيا محاولة منسقة من ألمانيا لإقامة تفوق جوي على بريطانيا، وهو ما لم تحققه أبدًا. من خلال ميزة الامتياز المحلي وفشل ألمانيا في دفع استراتيجيتها لاستهداف الدفاعات الجوية البريطانية، تمكنت بريطانيا من تحقيق تفوق جوي على المنطقة - تفوق لم تفقده أبدًا. ونفت التفوق الجوي العسكري الألماني على القناة الإنجليزية، مما جعل الغزو المنقول بحرا (المخطط له باعتباره عملية أسد البحر) مستحيلا في مواجهة القوة البحرية البريطانية. من الناحية الإستراتيجية، يمكن اعتبار الوضع العام في الداخل والخارج في نهاية المعركة تعادلاً جويًا بين بريطانيا وألمانيا. بعد المعركة الجوية، المعروفة باسم معركة بريطانيا، تحول الألمان إلى إستراتيجية غارات القصف الليلي، التي رددتها بريطانيا بغارات على ألمانيا.
خلال عملية بارباروسا، تفوقت لوفتفافه في البداية جويا على الاتحاد السوفيتي. وعندما طالت الحرب، انضمت الولايات المتحدة إلى الحرب، وكسبت القوات الجوية للحلفاء مجتمعة التفوق الجوي والتفوق في نهاية المطاف في الغرب. (على سبيل المثال، حشدت لوفتفافه 391 طائرة ضد أكثر من 9000 طائرة حليفة في اليوم دي.) فعلت روسيا نفس الشيء على الجبهة الشرقية، مما يعني أن لوفتفافه لا يمكنها التدخل بفعالية في عمليات الحلفاء البرية. تحقيق تفوق جوي كامل سمح للحلفاء بتنفيذ غارات قصف استراتيجية أكبر على المراكز الصناعية والمدنية في ألمانيا (بما في ذلك الرور ودرسدن)، زالتحكم بالحرب البرية بنجاح على الجبهتين الشرقية والغربية. في أعقاب هجمات «الأسبوع الكبير» في أواخر فبراير 1944، سمح قائد سلاح الجو الثامن الجديد جيمي دوليتل لطائرات موستنغ من طراز P-51 بالطيران قبل تشكيلات قاذفات القنابل بدلاً من مرافقتهم بدءً من مارس 1944. بدأ هذا في مارس 1944 وكان جزءًا من تكتيك «اكتساح مقاتلة» هائل لمسح السماء الألمانية من مقاتلات لوففافه. وطاردت الطائرات الحليفة المقاتلات الألمانية أينما وجدوا وقللت بشكل كبير خسائر الطائرات القاذفة لصالحهم لبقية الحرب في سماء أوروبا الغربية.
لقد كان عنصر التفوق الجوي هو القوة الدافعة وراء تطوير حاملات الطائرات، والتي تسمح للطائرات بالعمل في غياب قواعد جوية محددة. على سبيل المثال، نفذ الهجوم الياباني على بيرل هاربور بواسطة طائرات تعمل من حاملات على بعد آلاف الأميال من أقرب قاعدة جوية يابانية.
بعض الطائرات المقاتلة المتخصصة في محاربة المقاتلات الآخرى، في حين تم تصميم المقاتلات الاعتراضية أصلا لمواجهة قاذفات القنابل. كان أهم مقاتلات التفوق الجوي في ألمانيا مسرشميت بي اف 109 وفوك وولف فو 190، بينما كانت سوبرمارين سبتفاير وهوكر هوريكان هما المقاتلان الأساسياتان على الجانب البريطاني. يمح الأداء والمدى لطائرات المقالتة المرافقة من طراز بيه-51 للقاذفات الأمريكية بالعمل فوق ألمانيا خلال ساعات النهار. لقد أسقطوا 5,954 طائرة، أكثر من أي مقاتلة أمريكية أخرى في أوروبا. في مسرح المحيط الهادئ، منحت طائرات ميتسوبيشي زيرو إيه6أم تفوقًا جويًا لليابان في معظم الفترة المبكرة من الحرب، لكنها عانت من المقاتلات البحرية الجديدة مثل إف 6 إف هيلكات وفوغت إف 4 يو كورسير التي فاقت زيرو في الأداء والمتانة. أسقطت طائرة هيلكات 5,168 طائرة معادية (ثاني أعلى رقم)، بينما كانت لوكهيد بي-38 لايتنغ البرية هي الثالثة، حيث أسقطت 3785 طائرة في جميع المسارح.

## بعد الحرب العالمية الثانية

### الحرب الباردة

#### الحرب الكورية

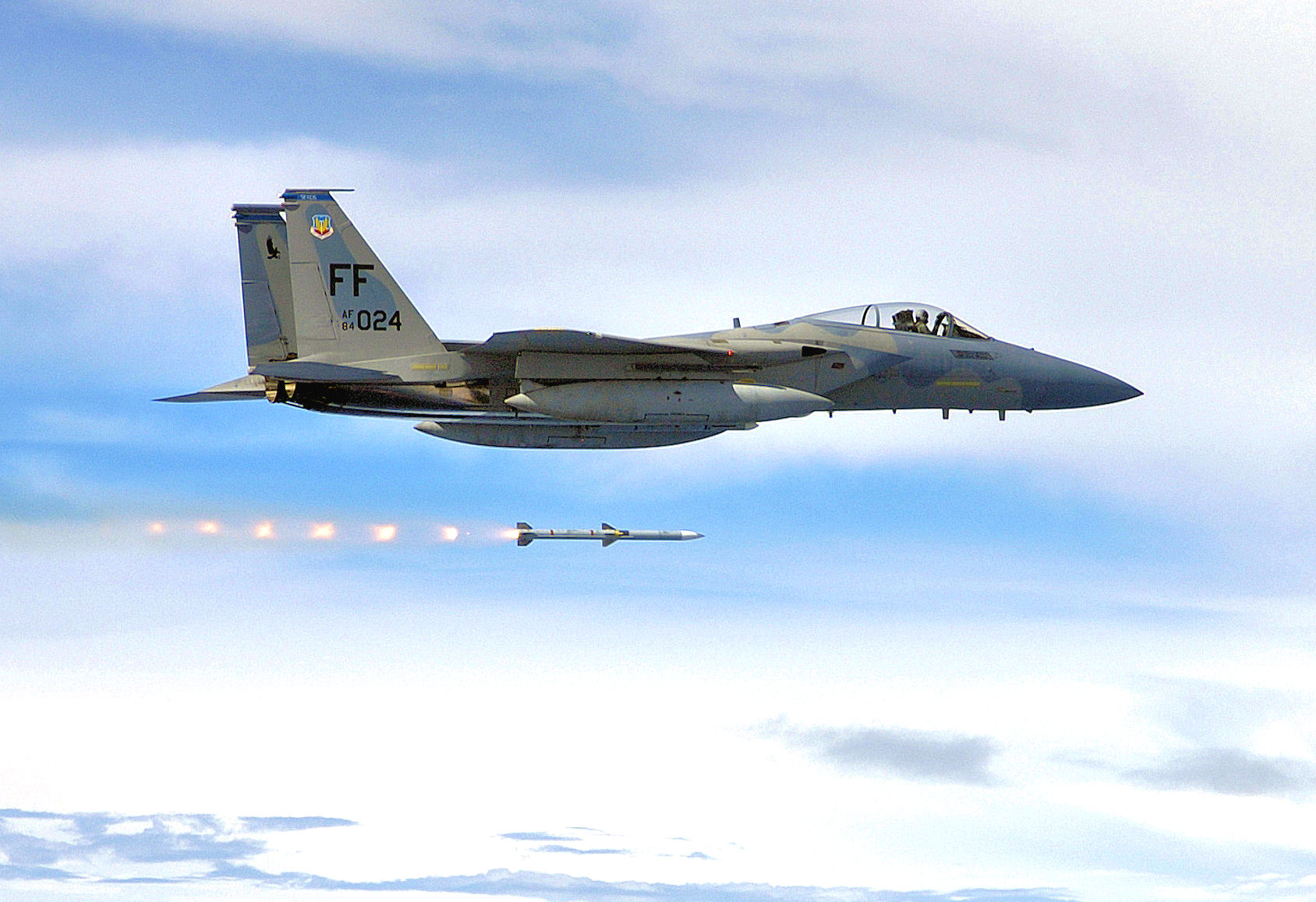
القوات الجوية الأمريكية إف-15 إيغل مقاتلة التفوق الجوي

في الحرب الكورية، تفوقت طائرة ميكويان جيروفيتش ميج-15 على قوات الأمم المتحدة. أدخلت الولايات المتحدة نورث أمريكان إف-86 سابرالخاص بها وادعى أن معدلات القتل تصل إلى 10-1 ضد طائرات الميغ.

### الحروب العربية الإسرائيلية
منذ عام 1948، عندما أعلنت إسرائيل قيام دولتها، عارضت الدول المجاورة بدرجات متفاوتة شرعية قيام الدولة اليهودية في منطقة ذات أغلبية عربية. لقد اعترفت بعض الدول المجاورة في العقود القليلة الماضية بمعاهدات السلام ووقّعت عليها؛ جميعهم أوقفوا الحرب التقليدية الواسعة النطاق بسبب القدرة المتزايدة على فرض التفوق الجوي الإسرائيلي في المجال الجوي للمنطقة.

#### حرب 1948
تشكل سلاح الجو الإسرائيلي عام 1948 بتشكيل دولة إسرائيل الحديثة. تورطت إسرائيل في الحرب العربية الإسرائيلية عام 1948 فور انتهاء الاحتلال البريطانيين. تكون سلاح الجو في البداية من طائرات مدنية مُتبرَّع بها أساسًا، وتم الحصول بسرعة على مجموعة متنوعة من الطائرات المقاتلات التي عفا عليها الزمن والفائض في الحرب العالمية الثانية السابقة بوسائل مختلفة لتكملة هذا الأسطول. كان الإبداع والحيلة هما الأسس الأولى للنجاح العسكري الإسرائيلي في الجو، بدلاً من التكنولوجيا التي كانت، في بداية سلاح الجو الإسرائيلي، أدنى من تلك المستخدمة من قبل خصوم إسرائيل. في ضوء التفوق الجوي العربي الكامل، وقصف القواعد الجوية الحالية، فإن أول مقاتلات إسرائيلية عملت من قاعدة جوية مؤقتة شيدت بسرعة حول مطار هرتسليا الحالي، بين بساتين أشجار البرتقال. مع تقدم الحرب، تم شراء المزيد من طائرات الحرب العالمية الثانية من التشيك والولايات المتحدة وبريطانيا، مما أدى إلى تحول في ميزان القوى.

#### حرب 1956
في عام 1956، غزت إسرائيل وفرنسا والمملكة المتحدة سيناء بعد أن أغلقت مصر مضيق تيران أمام السفن الإسرائيلية في أزمة السويس. وفرت المقاتلات النفاثة الجددية من داسو ميستير الرابعةفي إسرائيل غطاء جوي لطائرات نقل المظليين. كان التكتيك المصري هو استخدام طائرتهم ميكويان جيروفيتش ميج-15 السوفيتية الجديدة كمقاتلات مرافقة، بينما نفذت طائراتهم الأقدم ضربات ضد القوات والمركبات الإسرائيلية. في القتال الجوي، أسقطت الطائرات الإسرائيلية ما بين سبع وتسع طائرات مصرية وفقدت طائرة واحدة،  لكن الضربات المصرية ضد القوات البرية استمرت حتى 1 نوفمبر. مع الهجوم الذي شنته القوات الجوية البريطانية والفرنسية، أمر الرئيس ناصر طياريه بالانسحاب من القواعد في جنوب مصر. ثم كان سلاح الجو الإسرائيلي حرًا في ضرب القوات البرية المصرية حسب الرغبة.

#### حرب 1967

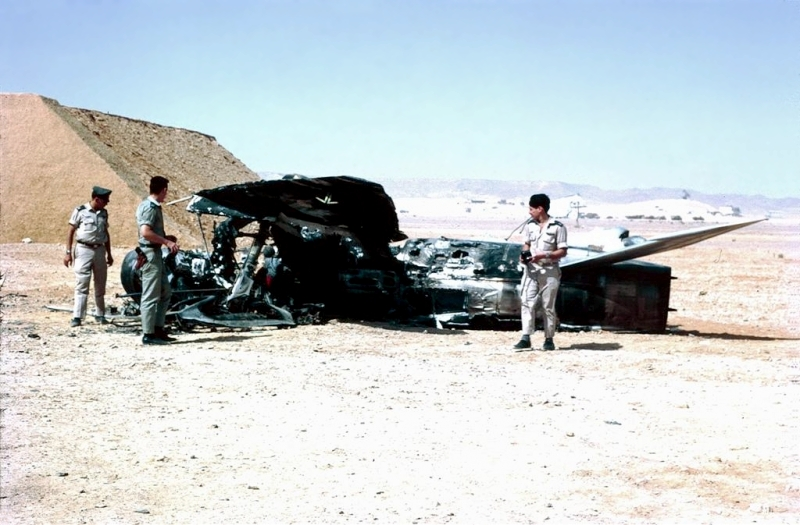
ضباط سلاح الجو الإسرائيلي بجوار طائرة ميج 21 مصرية مدمرة في بئر جغافة

في عام 1967، تم إغلاق مضيق تيران مرة أخرى وطردت مصر قوات حفظ السلام الدولية. ثم بدأت إسرائيل العملية موكد. وأرسلت إسرائيل كل الطائرات القتالية القادرة تقريبا ضد القوات الجوية المصرية الأكبر حجما، وابقت على أربعة فقط للحماية. تم تدمير المطارات المصرية بقنابل لاختراق مدرجات الطائرات وتم تدُمير معظم الطائرات المصرية على الأرض؛ كما تم تدمير القوة الجوية لسوريا والأردن عندما دخلت النزاع. هذا هو أحد الأمثلة البارزة لقوة أصغر تسيطر على التفوق الجوي حيث كانت إسرائيل تسيطر بالكامل على السماء فوق منطقة النزاع بأكملها.

#### حرب الاستنزاف
في أعقاب حرب الأيام الستة، من 1967 إلى 1970، كانت هناك توغلات صغيرة في صحراء سيناء التي تسيطر عليها إسرائيل. تطور هذا الأمر ليصبح ضرب بالمدفعية وتوغلات جوية واسعة النطاق في عام 1969، مع وصول الطيارين السوفييت وطواقم SAM للمساعدة في يناير 1970. كانت الاستراتيجية هي إشراك الطائرات الإسرائيلية في مواجهات مع المقاتلات في مفاجأة بالقرب من قناة السويس حيث يمكن استخدام صواريخ سام المصرية في مساعدة المقاتلات. كما عانى الطيارون السوريون والكوريون الشماليون والكوبيون المساعدون من خسائر في هذه الفترة. في أغسطس 1970، تم الاتفاق على وقف إطلاق النار.

#### حرب 1973
شهدت الأيام القليلة الأولى من حرب يوم الغفران عام 1973 اختراقات برية عربية كبرى، أدهشت إسرائيل التي اعتبرت تفوقها الجوي كافياً لتخفيف أو ثني أي هجوم تقليدي. على الرغم من قيام مصر وسوريا بإعادة بناء قواتهما الجوية منذ عام 1967، استمرت إسرائيل في حرمانهما من المجال الجوي فوق منطقة المعركة؛ ومع ذلك، كانت هذه القوات العربية قادرة على السيطرة على الخسائر وإسقاط طائرات الدعم الجوي الإسرائيلي من خلال استخدام الأسلحة المتنقلة أرض-جو التي سافرت جنبا إلى جنب مع الوحدات الغازية. تم توجيه معظم القوة الجوية الإسرائيلية في الأيام القليلة الأولى لتعزيز الحامية التي تطل على مرتفعات الجولان المحاصرة التي كانت تتعرض للهجوم من قبل سوريا. بعد إضعاف غطاء سام العربي بالغارات الجوية وغارات الكوماندوز، تخلت الوحدات المدرعة العربية عن غطاء سام المحمول وبدأت الطائرات الإسرائيلية في السيطرة بشكل أكبر على السماء المصرية، مما سمح بعملية إنزال إسرائيلية وإنشاء رأس جسر على الضفة الغربية للضفة الغربية. قناة السويس. عندما تم إرسال الطائرات المقاتلة المصرية إلى منطقة الجسر الإسرائيلي، كانت مواقع سام في وضع عدم الاتصال، مما سمح للقوات الجوية الإسرائيلية بالمشاركة وتدمير العديد من المقاتلات المصرية بأمان مع تحمل بعض الخسائر.

#### صراع لبنان 1978
كان نزاع جنوب لبنان عام 1978 غزوًا للبنان حتى نهر الليطاني، نفذته قوات الدفاع الإسرائيلية في عام 1978 ردًا على عملية كمال عدوان. كان لإسرائيل تفوق جوي كامل.

#### غزو لبنان 1982
في حرب لبنان عام 1982 حيث غزت إسرائيل بيروت، وقفت سوريا إلى جانب لبنان وقوات منظمة التحرير الفلسطينية المقيمة هناك. أسقطت الطائرات الإسرائيلية ما بين 82  و 86 طائرة سورية في قتال جوي، دون خسائر. أسقطت طائرة إسرائيلية واحدة من طراز A-4 Skyhawk وطائرتي هليكوبتر بنيران مضادة للطائرات وصواريخ سام. كانت هذه أكبر معركة قتال جوي في عصر الطائرات النفاثة مع أكثر من 150 مقاتلاً من كلا الجانبين. قوبلت المطالبات السورية بالانتصارات الجوية بالشك حتى من حلفائهم السوفيت. اهتز السوفييت بسبب الخسائر المذهلة التي تكبدها حلفاؤهم لدرجة أنهم أرسلوا نائب رئيس قوات الدفاع الجوي إلى سوريا لبحث كيف كان الإسرائيليون مهيمنين للغاية على الجو.

#### الحرب الأهلية السورية
لإسرائيل تفوق الجوي خلال الحرب الأهلية السورية. ومع ذلك، فإن نشر بطارية صاروخية روسية من طراز س-400 في سوريا قد جعل الهيمنة الإسرائيلية موضع تساؤل. خلال الحادث بين إسرائيل وسوريا في فبراير 2018، على الرغم من فقدان طائرة، أثبتت إسرائيل قدرتها على العمل دون تدخل فعال داخل المسرح السوري.

### الثمانينات حتى الآن

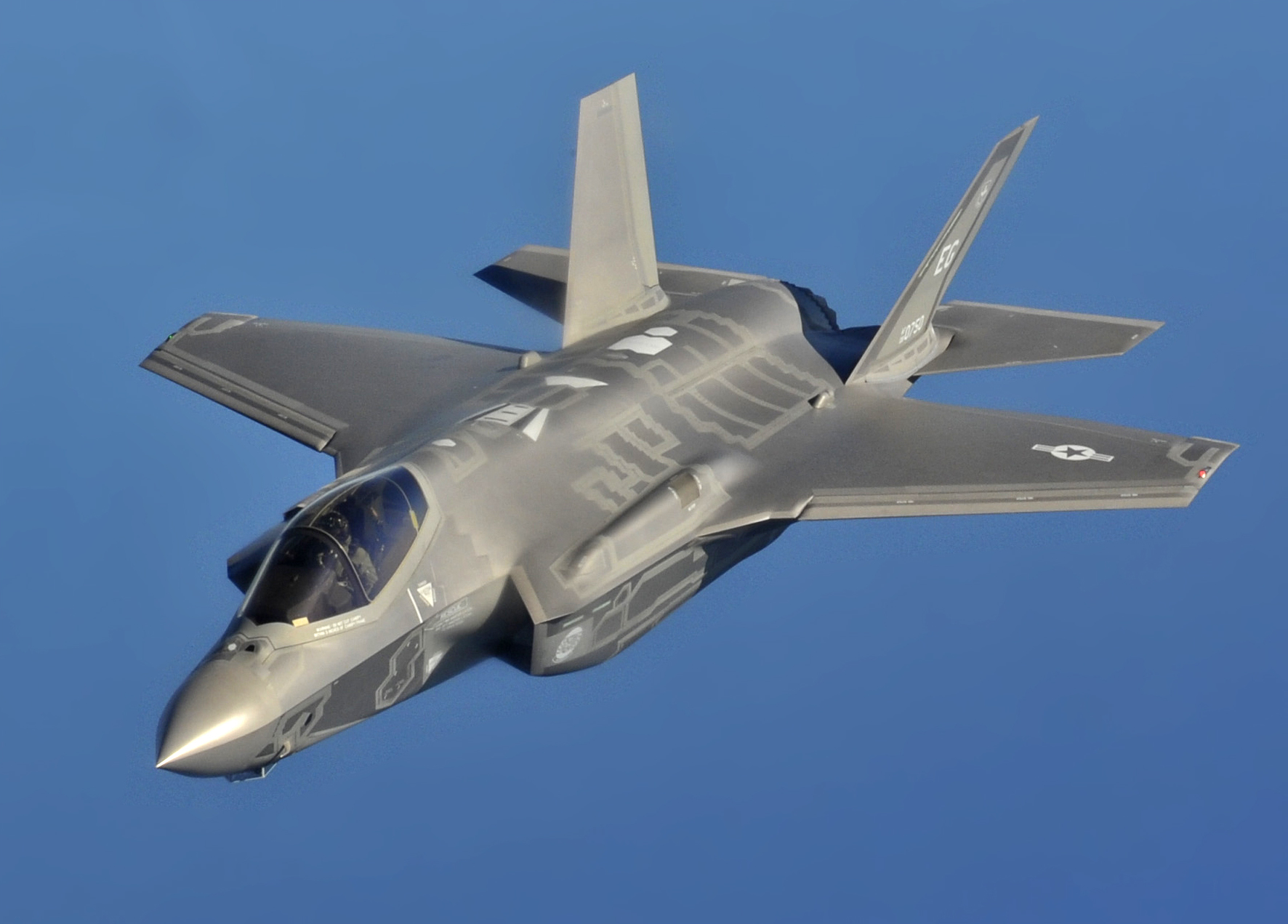
طائرة مقاتلة تابعة للولايات المتحدة من طراز لوكهيد مارتن إف-35 لايتنيغ الثانية تابعة لسلاح الجو الأمريكي

في الثمانينيات، اختارت الولايات المتحدة مقاتلًات أحدث قادرًا على الحصول على تفوق جوي دون اكتشافها بواسطة قوة معارضة. وافقت حكومة الولايات المتحدة على برنامج المقاتلات التكتيكية المتقدمة، مما أدى إلى تسلم القوات الجوية للولايات المتحدة طائرات جديدة لتحل محل أسطولها القديم من إف-15 إيغل. تم اختيار لوكهيد واي إف-23 ولوكهيد واي إف-22 ليكونا التصميمين النهائيين للبرنامج. أصبحت لوكهيد مارتن إف-22 رابتور، وهي النتيجة اللاحقة للبرنامج، جاهزة للعمل في عام 2005، وقد تمت تسميتها «الجيل الخامس» من الطائرات المقاتلة.